# ZBD-03伞兵战车
ZBD-03伞兵战车简称为“03式伞战”，又被称为03式空降步兵战车、03式伞兵战车，是装备中国人民解放军空降兵的轻型履带式装甲步兵战车。该车的研发从2000年开始（项目代号WZ506工程），2003年设计定型 ，命名为“ZBD-03伞兵战车”。开始列装第15空降军。外界曾经一度其称为“ZBD-2000空降步兵战车”（亦或是方案论证时的命名）。
ZBD-03伞兵战车在2005年中华人民共和国与俄罗斯等国举行的“和平使命-2005”联合军事演习中首次公开亮相。在2009年10月1日的中华人民共和国国庆60周年阅兵式上，排在受阅装备方队的第7位，由中国人民解放军空降兵第15军第45师第134团8连（上甘岭特功八连）的成员驾驶。

## 历史
ZBD-03伞兵战车研制项目代号是WZ506。在WZ506工程项目之前，中国曾从俄罗斯购买了一批约80辆BMD-3装备解放军空降部队，这为解放军提供了使用空降装甲车的经验，靠从外国购买无法满足装备的需求，于1998年提出了研制空降装甲车的计划。
2000年初，北方车辆研究所（即201所）对空降步兵战车的研发进行总体论证与设计，同年中国人民解放军总装备部正式批准空降步兵战车研发项目立项。2001年研制出首辆样车，2002年3辆样车完成了性能试验，2003年完成定型试验，该项目研发获得国家科技进步二等奖。

## 设计
ZBD-03空降步兵战车一度被外界猜测是俄罗斯BMD-3空降步兵战车的仿制版，ZBD-03空降步兵战车在2005年“和平使命2005”联合反恐军事演习中公开亮相后，通过公布的细节照片对比，它的总体设计与俄制BMD空降步兵战车完全不同，只不过其伞降系统推测是源于俄罗斯的技术。
ZBD-03的车体结构采用动力室前置的布局，驾驶室在车体前部动力舱左侧，车长位于驾驶员后方，战斗室位于车体中部、后部是载员室。因为要考虑从飞机上进行空投，设计时战斗全重和体积都进行严格控制，是中国首次采用铝合金材料的全焊接结构车体。
防护是基本有装甲即可的定制，只要求抵御步兵小型轻武器的攻击，故可以比俄制BMD系列空降步兵战车轻薄很多。载员主要从车尾一道单开式舱门进出，车体有6个射击孔（左侧3、右侧2、后部1）。行走系采用五对小直径负重轮，3对托带轮，可调液气悬挂系统。所配东风直列6缸2冲程柴油发动机的功率约155千瓦（约210匹马力）。从该车配备防浪板来看，还具备水上浮渡能力，水上行驶用履带划水方式。
ZBD-03空降兵战车是中国军方首次采用了可调油气悬挂系统的主力装甲战车。对伞兵战车来说，采用油气悬挂系统将有很多好处。一方面，在装载进运输机时，舱门高度不够，可以通过油气悬挂系统把负重轮收起来，降低整车的高度。另一方面，空降战车的越野性能和高空投放的使用方法也要求采用减震性能更好的油气悬挂系统。也就是说，空降战车10个负重轮，每个都有自己的油压和气压，适应在丘陵、山地作战的需要。
中国空军运-9军用运输机一次可装载2辆空降步兵战车，运-20和俄制伊尔-76军用运输机一次可装载3辆空降步兵战车，進行降落伞空投。空投系统使用牵引伞(将战车拉出飞机机舱)、四副重装伞具以及减速制动火箭和缓冲气囊系统，使战车平缓着陆。
在ZBD-03空降步兵战车底盘基础上开发了自行迫榴炮、伞兵输送车等装甲车族。

### 重量

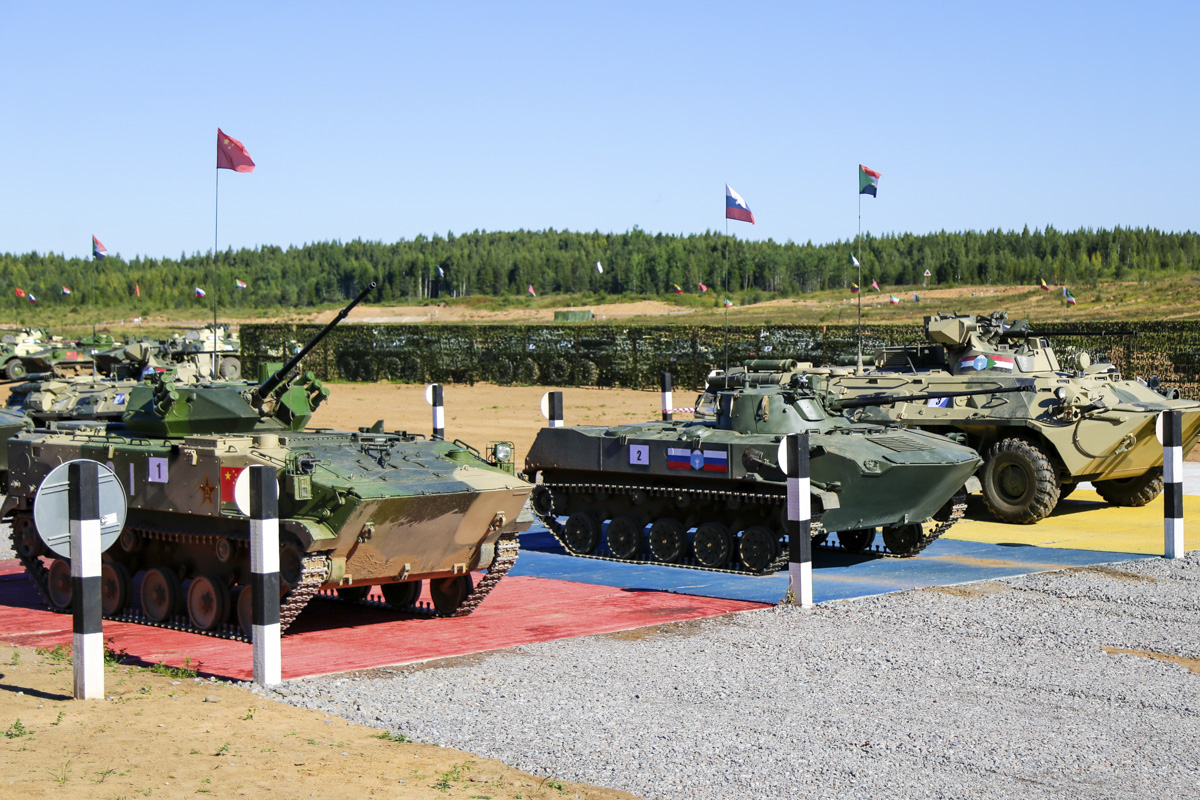
从图中可看出，ZBD-03（左）比俄罗斯的BMD-2更大，但是却更轻.

ZBD-03合金装甲成分也少，相较俄罗斯同类型战车更简便，传动结构更轻，载员舱容积更大，故虽然尺寸比相近火力配置的俄制BMD-2大出许多，重量却更轻(ZBD-03为8吨，BMD-2为11.5吨）；同时ZBD-03的单人炮塔装备一门30毫米口径ZPT-99A（改进于86A与04式步兵战车的ZPT-99，链式供弹，备弹350发穿甲弹及高爆弹）和车载86式7.62毫米并列机枪，炮塔顶部装备1具红箭-73反坦克导弹发射架（备有4枚红箭-73D），炮塔两侧有两组6具电爆式白磷烟幕弹发射器。。ZPT-99为俄式希普諾夫2A72機炮改进型，而2A72又为2A42（BMD-2使用的机炮）改进型，比2A42零件更少，质量更轻，火控系统更为简单，这也是ZBD-03比BMD-2更輕的原因之一。

## 使用國
- 中华人民共和国